# Wrede (bayerisches Adelsgeschlecht)

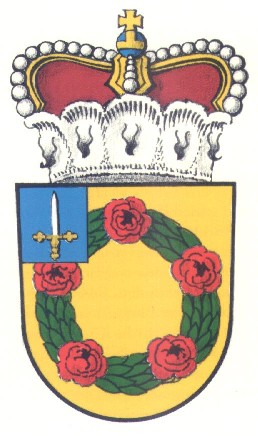
Wappen der Fürsten von Wrede

Die Wrede sind ein aus der Kurpfalz stammendes bayerisches Adelsgeschlecht ursprünglich westfälischer Herkunft. Bedeutendster Repräsentant dieser Familie war Carl Philipp von Wrede (1767–1838), der zur Zeit Napoleons als bayerischer Generalfeldmarschall und Diplomat wirkte.

## Geschichte

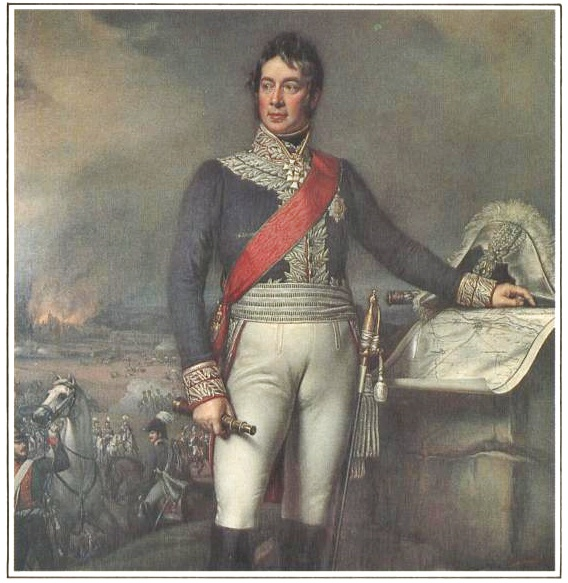
Fürst Carl Philipp von Wrede (1767–1838), Generalfeldmarschall

Der kurpfälzische Beamte Ferdinand Joseph Wrede (1722–1793) wurde 1790 in den erblichen Adelsstand erhoben, bereits im Jahr darauf erlangte er auch den Reichsfreiherrenstand. Er war kurpfälzischer Regierungsrat und Landschreiber des Oberamtes Heidelberg. Aus seiner Ehe mit Katharina, geborener Freiin von Jünger, stammten dreizehn Kinder. Eigentlich war sie eine verwitwete Pfeffer und die Tochter des Gastwirts »Zum Löwen« und Ratsherrn zu Bruchsal Johann Andreas Jünger und seiner Frau Maria Magdalena geb. Gall. Sie wurde am 26. Januar 1729 in Bruchsal geboren, heiratete am 21. März 1746 Ferdinand Joseph Wreden und starb am 28. März 1804 in Heidelberg.
Als jüngstes Kind dieses Paares wurde 1767 Carl Philipp von Wrede geboren. Als Offizier und Diplomat in bayerischen und französischen Diensten erlangte er 1809 den erblichen Grafenstand in der französischen noblesse impériale (Verleihung durch Napoleon am 15. August 1809) sowie die bayerische Bewilligung, diese Grafenwürde anzunehmen (gemäß Armeebefehl vom 14. Juli 1810). Vier Jahre darauf erfolgte die bayerische Verleihung des Fürstentitels mit der Anrede „Durchlaucht“ und der fürstlichen Herrschaft Ellingen (am 9. Juni 1814). Anders als bei den meisten deutschen Fürstenhäusern wird der Fürstentitel bei den Wrede nicht nur als Erstgeburtstitel geführt, sondern (wie es auch im Russischen Adel üblich ist, vgl. z. B. Lieven, Osten-Sacken) von allen Familienangehörigen und ist gemäß deutschem Namensrecht daher heute Namensbestandteil.
Die Fürsten von Wrede hatten bis zum Ende der Monarchie in Bayern einen erblichen Sitz in der Kammer der Reichsräte. 1917 übte diese Position Karl Philipp Fürst von Wrede (1862–1928) aus.

## Besitzungen

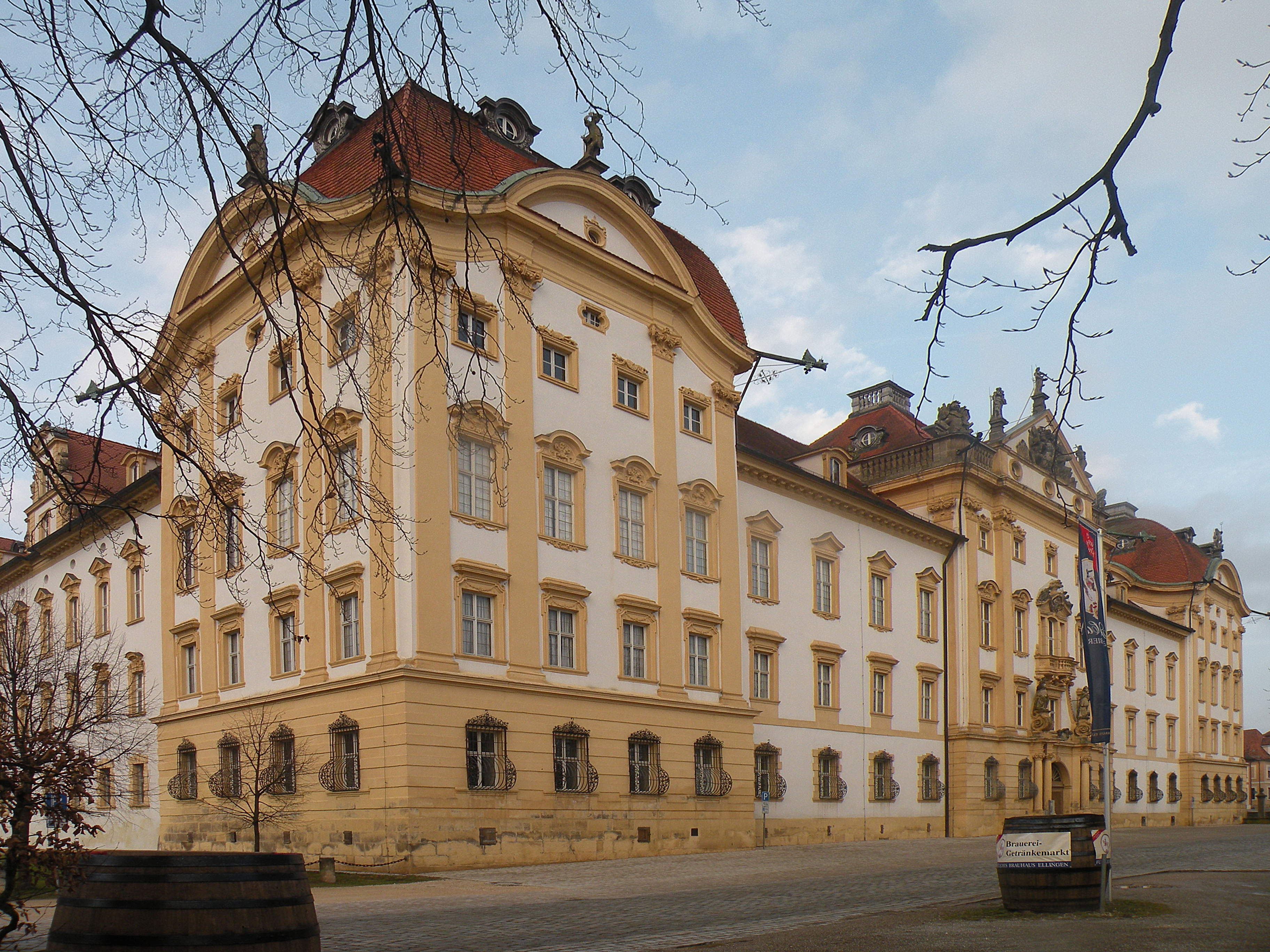
Schloss Ellingen

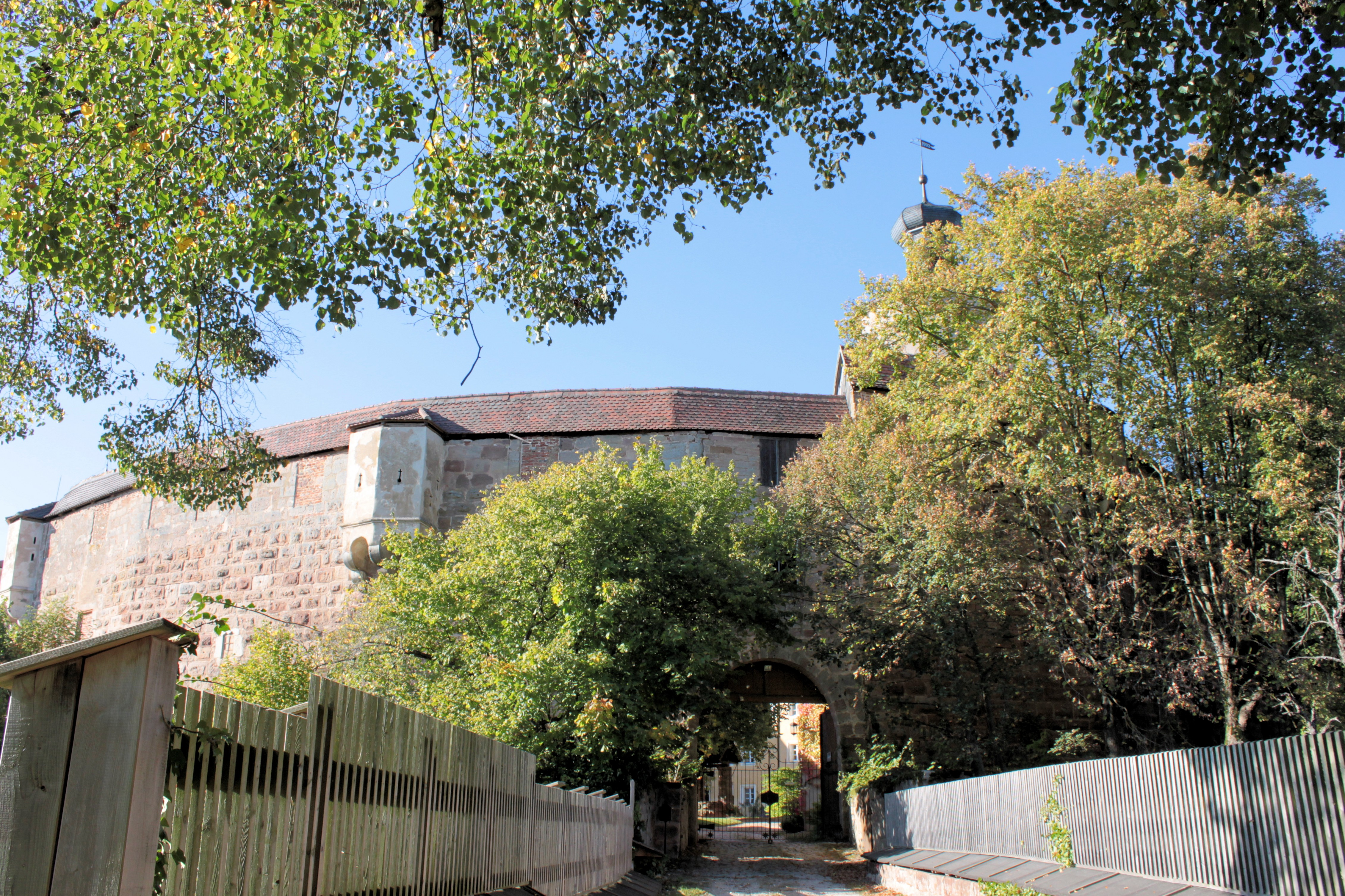
Schloss Sandsee

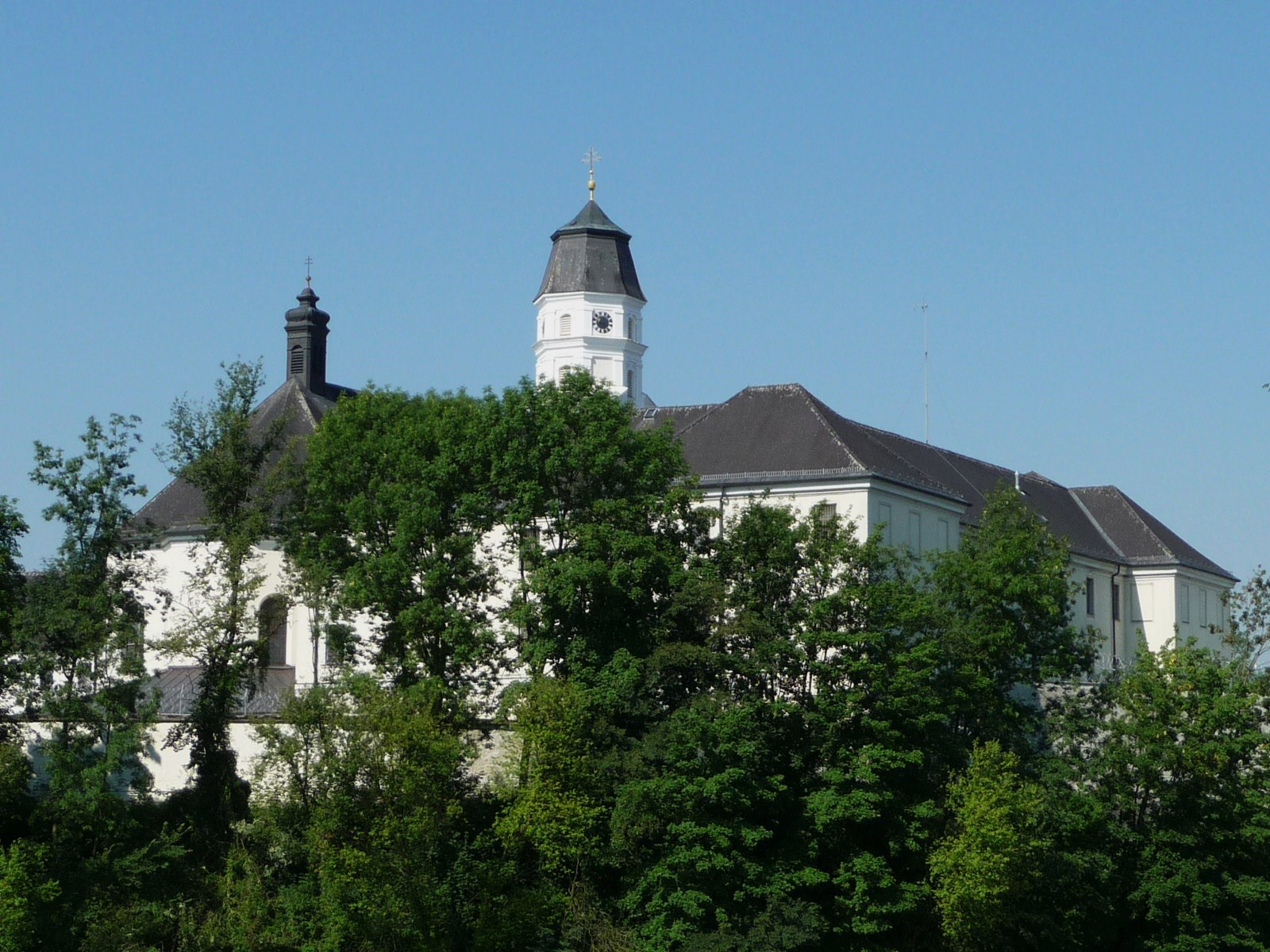
Kloster Suben

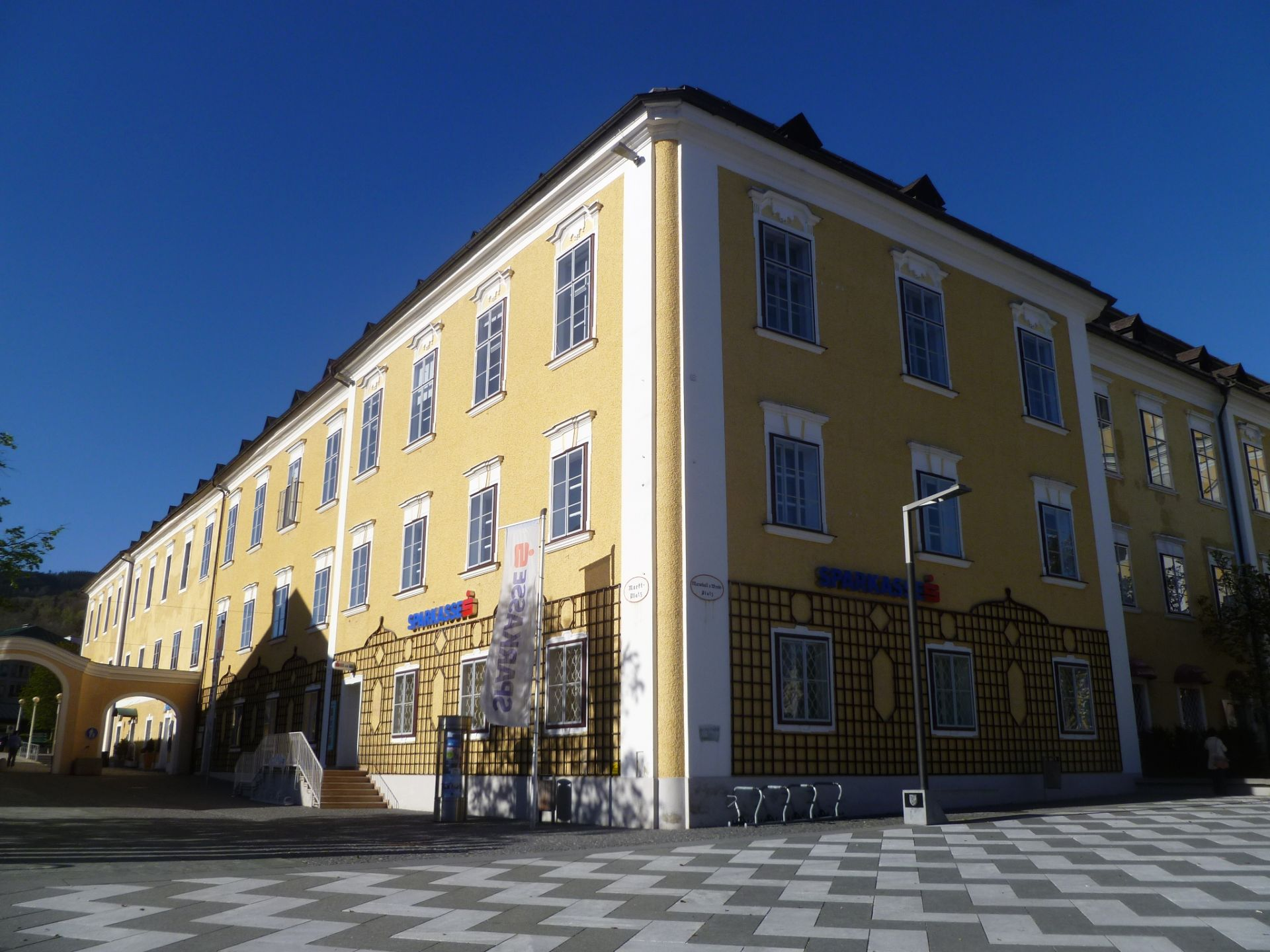
Kloster Mondsee

Neben zahlreichen Auszeichnungen und Standeserhebungen erwarb Carl Philipp von Wrede auch einen umfassenden Grund- und Güterbesitz:
- Schloss Ellingen samt der Herrschaft Ellingen (Mittelfranken) übergab König Maximilian I. Joseph 1815 seinem verdienten General Carl Philipp Fürst von Wrede als Wertschätzung für seine Verdienste. Der neue Besitzer ließ in der Folge einige Räume mit Seiden- und Papiertapeten sowie Möbel, Glas und Bronzefiguren aus Paris ausstatten. Um 1939 wurde das Schloss von der Familie von Wrede an den bayerischen Staat verkauft. Es wird heute von der Bayerischen Schlösserverwaltung unterhalten, die um 1990 viele Erhaltungsmaßnahmen wie die Entkernung der Dachgeschosse und die Sanierung der Fundamente durchführte.
- das Schloss Sandsee schenkte König Max I. Joseph zusammen mit dem Ellinger Thronlehen dem Fürsten Carl Philipp. Es ist bis heute Sitz der fürstlichen Familie von Wrede.
- das säkularisierte Kloster Suben (Oberösterreich): Kaiser Napoleon schenkte es 1809 seinem Feldmarschall Carl Philipp von Wrede. Unter dessen Ägide trat ein großer Verfall der Stiftsgebäude ein und zahlreiche Kunstgegenstände wurden verkauft oder verschleppt. 1855 kaufte es der k.u.k. Strafhausfonds von der Familie Wrede zurück. Die Gebäude des ehemaligen Stiftes Suben werden seit 1865 als Strafvollzugsanstalt genutzt.
- das säkularisierte Kloster Mondsee (Oberösterreich): Carl Philipp von Wrede war 1809, für seine an der Seite Frankreichs verdienstvoll mitgemachten Feldzüge, von Kaiser Napoleon, in den französischen Grafenstand erhoben worden und erhielt von ihm das aufgelassene Kloster Mondsee im Salzkammergut geschenkt. Es wurde zu einem Schloss mit eigenem Herrschaftsbereich, das er auch nach Napoleons Untergang behalten durfte. Das nunmehrige Schloss Mondsee befand sich noch bis 1985 im Besitz von Wredes Nachkommen aus der Grafenfamilie Almeida, nachdem 1905 die letzte dort ansässige Namensträgerin, Fürstin Ignatia von Wrede, gestorben war. Im eigenen Gutsbetrieb erzeugten und vertrieben sie in Monopolstellung den Mondseer Käse, eine Spezialität der Gegend, mit dessen Großproduktion Feldmarschall Carl Philipp von Wrede um 1830 begonnen hatte und der bis ins 20. Jahrhundert hinein untrennbar mit dem Namen Wrede verbunden blieb. Die Gemeinde Mondsee verdankt dem Feldmarschall überdies die Förderung der Landwirtschaft und die Verbesserung der Verkehrsverhältnisse durch Straßenneubauten und umfangreiche technische Maßnahmen. Zu seinen Ehren ist dort der Marschall-Wrede-Platz nach ihm benannt.[5]

## Wappen

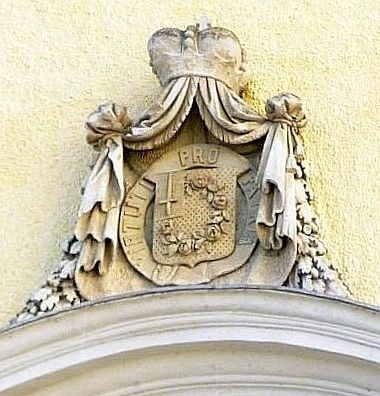
Wappen des Fürsten Carl Philipp von Wrede am Eingangsportal des Klosters Mondsee, um den Schild das Großkreuz des Militär-Max-Joseph-Ordens.

Das Wappen der bayerischen Wrede zeigt in Gold einen grünen Kranz mit fünf Rosen; dazu im rechten Obereck ein mit einem Schwert belegtes blaues Freiviertel, welches die Familie als Angehörige des napoleonischen Adels (noblesse impériale) ausweist. In der napoleonischen Heraldik ist ein blaues Freiviertel
im rechten Obereck das Kennzeichen eines Grafen, während das darauf aufgelegte Schwert auf den Charakter des Wappeninhabers als Militärperson hinweist. Als bayerische Fürsten führen die Wrede zudem den Fürstenhut sowie den Fürstenmantel.

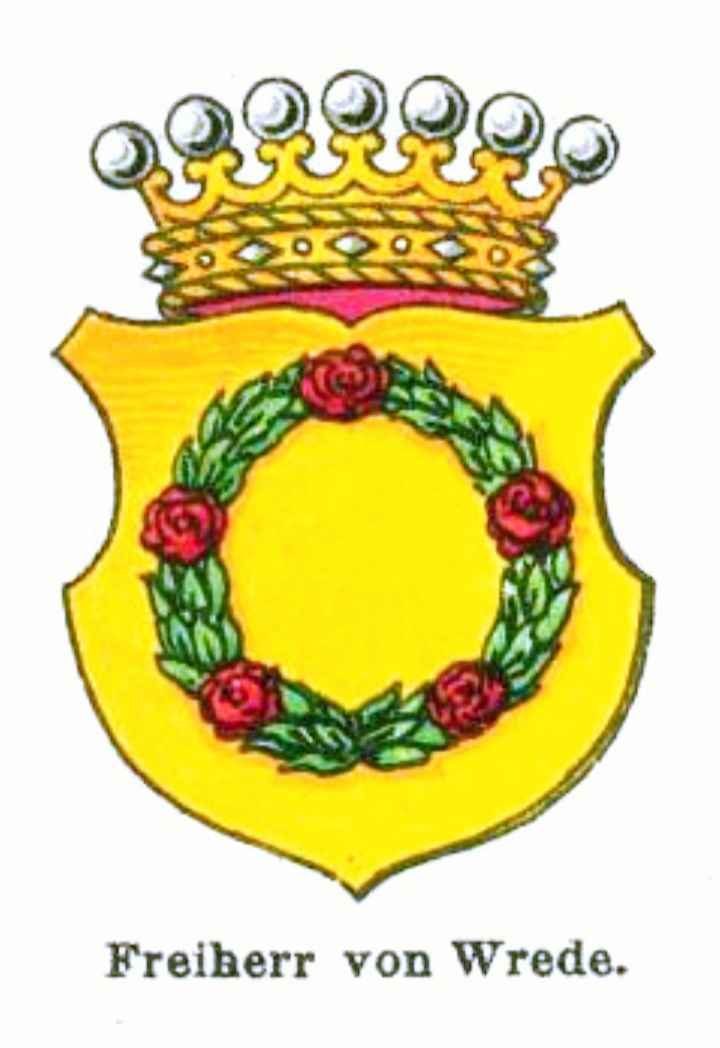
Wappen der kurpfalz-bayerischen Wrede noch als Freiherren

Mit dem westfälischen Uradelsgeschlecht der Freiherren von Wrede, das seit 1202 urkundlich nachweisbar ist, besteht trotz Wappenkonvergenz keine Verwandtschaft, wenngleich bei der Beantragung der Adelserhebung 1790 ausdrücklich auf eine Verwandtschaft mit diesem Geschlecht und dem deshalb zustehenden Adelstitel hingewiesen wird. Dementsprechend wählten die bayerischen Wrede den Kranz mit fünf Rosen des westfälischen Geschlechtes auch als eigenen Wappenbestandteil.

## Bedeutende Personen
- Carl Philipp von Wrede (1767–1838), bayerischer Generalfeldmarschall und Diplomat
- Eugen von Wrede (1806–1845), Regierungspräsident der Rheinpfalz, Gründer der Stadt Ludwigshafen am Rhein
- Karl Theodor von Wrede (1797–1871), Regierungspräsident der Rheinpfalz
- Nikolaus von Wrede (1837–1909), österreichischer General und Diplomat
- Ilka von Wrede, geb. Gräfin von Vieregg (1838–1913), Philanthropin

## Genealogie (Auszug)
Die nachweisbare Stammreihe beginnt mit Heinrich Wrede, * im September 1642, † am 15. Oktober 1720 in Wiedelah, Amtmann ebendort.
1. Ferdinand Joseph Wrede (* 1722; † 1793), seit 1790 Reichsfreiherr von Wrede ⚭ 1746 Katharina (Freiin von) Jünger (* 1729; † 1804), und hatte aus dieser Ehe 13 Kinder, darunter:
  1. Louise Josefa von Wrede (* 1753; † 1791) ⚭ Johann Philipp von Horn (* ?; † ?), kurpfälzischer Hofgerichtsrat und Landschreiber des Oberamtes Kaiserslautern, und hatte aus dieser Ehe Kinder, darunter den bayerischen Generalmajor Wilhelm von Horn (1784–1847)
  2. Georg von Wrede (* 1765; † 1843) ⚭ Julie Zarka de Lukafalva (* 1781; † 1847), und hatte aus dieser Ehe:
    1. Sophie Katharine von Wrede (* 1811; † 1876) ⚭ Hermann Albrecht Heinrich Ernst Graf von Schönburg-Hinterglauchau (* 1796; † 1841), mit dem sie Nachkommen hatte.

  3. Carl Philipp von Wrede (* 1767; † 1838), seit 1809 französischer Graf, seit 1814 bayerischer 1. Fürst von Wrede ⚭ 1795 Sophie Aloysia Agathe Gräfin von Wiser-Siegelsbach (* 1771; † 1837), Tochter des Grafen Friedrich Joseph von Wiser-Siegelsbach (* 1714; † 1775)[9], und hatte aus dieser Ehe mehrere Kinder, darunter:[10][11]
    1. Amalie Auguste von Wrede (* 1796; † 1871) ⚭ Johann Aloys Fürst zu Oettingen-Oettingen (* 1788; † 1855), mit dem sie mehrere Nachkommen hatte.
    2. Karl Theodor, 2. Fürst von Wrede (* 1797; † 1871), bayerischer Verwaltungsbeamter, Regierungspräsident der Rheinpfalz ⚭ (I) Amalia Gräfin von Thürheim (* 1801; † 1842), (II) Amalie Loew (* 1811; † 1879), und hatte aus I. Ehe 5 sowie aus II. Ehe 2 Kinder:
      1. Maria Sophia von Wrede (* 1826; † 1883) ⚭ Sigismund Carl Graf von Boineburg und Lengsfeld (* 1827; † 1882), mit dem sie Nachkommen hatte.
      2. Carl Friedrich, 3. Fürst von Wrede (* 1828; † 1897) ⚭ Anna Maria Juliana „Ilka“ Gräfin von Vieregg (* 1838; † 1913), und hatte aus dieser Ehe Kinder, darunter:
        1. Juliana Carolina von Wrede (* 1857; † 1943) ⚭ Otto Maria Freiherr von Hallberg zu Broich (* 1852; † 1905), mit dem sie Nachkommen hatte.
        2. Amalie Christmann von Wrede (*/† 1858)
        3. Leopoldina Gabriela von Wrede (* 1860; † 1937)
        4. Carl Philipp Fürst von Wrede, bis 1918 4. Fürst von Wrede (* 1862; † 1928) ⚭ Maria Anna Prinzessin von Lobkowitz (* 1867; † 1957), und hatte aus dieser Ehe Kinder, darunter:
          1. Maria Helena von Wrede (* 1890; † 1974)
          2. Maria Sidonia von Wrede (* 1892; † 1983) ⚭ Hans Ritter von Rauscher auf Weeg (* 1889; † 1957)
          3. Gabriele von Wrede (* 1895; † 1971) ⚭ Robert Prosper Prinz von Arenberg (* 1895; † 1972), mit dem sie Nachkommen hatte.
          4. Maria Rosa von Wrede (* 1896; † 1920) ⚭ Hans Ritter von Rauscher auf Weeg (* 1889; † 1957)
          5. Carl Fürst von Wrede (* 1899; † 1945) ⚭ Sophie Hedwig Gräfin Schaffgotsch gen. Semperfrei von und zu Kynast (* 1916; † 2008), und hatte aus dieser Ehe Kinder, darunter:
            1. Anna Gabrielle von Wrede (* 1940) ⚭ Rudolph Habsburg-Lothringen (* 1919; † 2010), mit dem sie Nachkommen hatte.
            2. Carl Fürst von Wrede (* 1942), auf Schloss Sandsee, ⚭ (I) Ingeborg Hamberger (* 1944), (II) Eva Katharina Kovarcz de Kovarczfalva (* c. 1945), geschiedene Prinzessin von Sachsen-Weimar-Eisenach, und hat aus I. Ehe Kinder, darunter:
              1. Alexandra von Wrede (* 1970) ⚭ Karl Habsburg-Lothringen (* 1955), mit dem sie Nachkommen hat.
              2. Carl Christian von Wrede (* 1972) ⚭ 2003 Katalin Gräfin Bethlen de Bethlen (* 1975), und hat aus dieser Ehe Kinder, darunter:
                1. Alicia Claire von Wrede (* 2007)
                2. Carl Nikolaus von Wrede (* 2010)
                3. Balint von Wrede (* 2012)
                4. Alexius von Wrede (* 2014)

            3. Sophie Elisabeth von Wrede (* 1944) ⚭ Tassilo Graf von Montgelas (* 1937), mit dem sie Nachkommen hat.

          6. Ida von Wrede (* 1909; † 1998) 1928 ⚭ Nikolaus Fürst zu Salm-Salm (* 1909; † 1988), mit dem sie Nachkommen hatte.

        5. Otto Friedrich von Wrede (*/† 1865)
        6. Oscar Eugen von Wrede (* 1867; † ?)

      3. Otto Friedrich von Wrede (* 1829; † 1896), auf Kloster Mondsee (Oberösterreich), ⚭ Ignatia Christine von Mack (* 1837; † ?), und hatte aus dieser Ehe Kinder, darunter:
        1. Helene Ignatia von Wrede (* 1859; † 1935) ⚭ 1879 Carlos Augusto Graf von Almeida (* 1846; † 1902), mit dem sie Nachkommen hatte.

      4. Emma Sophie von Wrede (* 1831; † 1888) ⚭ Max Joseph Karl Wilhelm Graf von Tattenbach (* 1823; † 1898), mit dem sie Nachkommen hatte.
      5. Oscar Eugen von Wrede (* 1834; † 1907) ⚭ Marie Freiin von Leitner (* 1848; † 1902), und hatte aus dieser Ehe Kinder, darunter:
        1. Albin Oscar von Wrede (* 1874; † 1877)
        2. Carl Friedrich von Wrede (* 1875; † 1877)

      6. Alfred Carl von Wrede (* 1844; † 1911) ⚭ (I) Rosa von Mack (* 1831; † 1915), (II) Karola Köpatha de Nemes-Kapus (* 1844; † 1926), und hatte aus diesen Ehen Kinder, darunter:
        1. Olga Alfreda von Wrede (* 1867; † 1938) ⚭ Alexander Oskar Fürst Poniński (* 1856; † 1915), mit dem sie Nachkommen hatte.
        2. Adalbert Alfred von Wrede (* 1868; † ?)
        3. Ignaz Christian von Wrede (* 1870; † 1945)

      7. Eugen Christmann von Wrede (* 1848; † 1849)

    3. Joseph von Wrede (* 1800; † 1871), kaiserlich russischer Oberst ⚭ 1836 Anastasia von Petrowo-Solowowo (* 1808; † 1870), seit 1861 Besitzer von Schloss Sparbersbach[12], und hatte aus dieser Ehe Kinder, darunter:
      1. Nikolaus von Wrede (* 1837; † 1909), österreichischer General und Diplomat ⚭ Gabriele Gräfin von Herberstein (* 1851; † 1923), und hatte aus dieser Ehe Kinder, darunter:
        1. Gabriele von Wrede (* 1880; † 1966) ⚭ Eduard Graf von Kielmansegg (* 1874; † 1941), mit dem sie Nachkommen hatte.
        2. Maria Theresia von Wrede (* 1881; † ?)
        3. Joseph Adolph von Wrede (*/† 1886)
        4. Theresia Maria von Wrede (* 1893; † ?) ⚭ Ernst August Freiherr von der Wense (* 1891; † 1942)

      2. Olga von Wrede (* 1839; † ?) ⚭ Carl Freiherr von Simbschen (* ?; † ?)
      3. Anastasia von Wrede (* 1840; † ?) ⚭ Friedrich Graf von Ortenburg (* 1831; † 1904), mit dem sie Nachkommen hatte.
      4. Constantin von Wrede (* 1842; † 1873)
      5. Adolf von Wrede (* 1849; † 1923) ⚭ 1892 Ludmilla Maldaner (* 4. September 1861)[13] ⚭ 1896 Carmen de Alvear y Pacheco (* 1855; † 1926)

    4. Gustav Friedrich von Wrede (* 1802; † 1840) ⚭ Maria Contessa Balsamo (* ?; † 1841), und hatte aus dieser Ehe Kinder, darunter:
      1. Johanna Adelaide von Wrede (* 1834; † 1915) ⚭ Karl Joseph Graf von Wiser-Siegelsbach (* 1834; † ?), mit dem sie Nachkommen hatte.
      2. Ursula Sophie von Wrede (* 1836; † 1849)

    5. Sophie Marie von Wrede (* 1806; † 1866)
    6. Eugen von Wrede (* 1806; † 1845), bayerischer Justizbeamter und Regierungspräsident der Rheinpfalz, Gründer der Stadt Ludwigshafen am Rhein ⚭ Therese Mathilde Freiin von Schaumberg (* 1811; † 1887), und hatte aus dieser Ehe Kinder, darunter:
      1. Edmund Karl von Wrede (* 1836; † 1890)
      2. Bertha Amalie von Wrede (* 1837; † ?)
      3. Eugen Adolph von Wrede (* 1839; † 1909) ⚭ Maria von Gutmansthal-Benvenuti (* 1852; † 1936), und hatte aus dieser Ehe Kinder, darunter:
        1. Carl Ludwig von Wrede (* 1876; † 1947) ⚭ Marie Alice Mayer (* 1886; † ?)
        2. Edmund Alexander von Wrede (* 1878; † 1963) ⚭ Edda de Benitez y Alvear (* 1880; † 1958), und hatte aus dieser Ehe Kinder, darunter:
          1. Carmen Adolfine von Wrede (* 1904; † 1994) ⚭ Alexander Ernst Graf zu Solms-Braunfels (* 1903; † 1989)
          2. Edda Maria von Wrede (* 1904; † 1985) ⚭ Walter Burckhardt (* 1908; † ?), mit dem sie Nachkommen hatte.
          3. Edmund Philipp von Wrede (* 1919; † 1941)

    7. Natalia Wilhelmine von Wrede (* 1809; † 1841)
    8. Adolph Wilhelm von Wrede (* 1810; † 1884) ⚭ Desiree Gräfin Crohowska (* ?; † ?), und hatte aus dieser Ehe Kinder, darunter:
      1. Raoul Joseph von Wrede (* 1843 Paris; † 1914 Bozen), Diplomat der k.u.k. Doppelmonarchie Österreich-Ungarn ⚭ Marie Gräfin Hutten-Czapska (* ?; † 1873)[14]

## Weitere Literatur
- Hasso Dormann: Feldmarschall Fürst Wrede, Süddeutscher Verlag, München 1982, ISBN 3-7991-6162-7.
- Annett Haberlah-Pohl:	Neue Elite mit traditioneller Identität? Die Fürsten von Wrede als Aufsteiger im bayerischen Adel. In: Franconia 2 (Beihefte zum Jahrbuch für fränkische Landesgeschichte), Neustadt a. d. Aisch 2010, S. 193–205.